# Prosopocoilus marginatus
Prosopocoilus marginatus es una especie de coleóptero de la familia Lucanidae.

## Distribución geográfica
Habita en Khasi (India).